# Lista posiadaczek TNA Knockouts World Championship
TNA Knockouts World Championship to mistrzostwo kobiet profesjonalnego wrestlingu, bronione przez zawodniczki federacji Total Nonstop Action Wrestling, określane mianem Knockoutek. Podobnie jak w przypadku większości tytułów mistrzowskich w wrestlingu, zdobywczyni tytułu mistrzowskiego jest wyłaniana na podstawie ustalonego wcześniej scenariusza.
Tytuł mistrzowski wprowadzony został 14 października 2007 na gali pay-per-view Bound for Glory pod nazwą TNA Women's World Championship. Inauguracyjny pojedynek wygrała Gail Kim, pokonując w finałowej części walki Roxxi Laveaux. Innymi uczestniczkami meczu były: Ms. Brooks, Christy Hemme, Awesome Kong, Talię Madison, Shelly Martinez, Jackie Moore, ODB oraz Angel Williams. Z biegiem lat tytuł zmieniał kilkukrotnie nazwę w oparciu o termin „Knockouts”, którym określano żeńskie talenty federacji. W latach 2008–2010 nazywano go TNA Women's Knockout Championship, częściej używając skrótowca TNA Knockouts Championship, który stał się jego oficjalnym określeniem po 2010. W 2017 przemianowano tytuł mistrzowski na Impact Wrestling Knockouts Championship, ze względu na zmianę znaku towarowego firmy. Na skutek unifikacji mistrzostwa z GFW Women’s Championship podczas gali Slammiversary XV, na krótko tytuł był znany jako GFW Knockouts Championship. Po zakończeniu spółki z Global Force Wrestling czempionat nazywa się Impact Knockouts Championship.
TNA Knockouts World Championship to jedno z wielu wyróżnień dla kobiet w organizacji, obok TNA Knockouts World Tag Team Championship, żeńskiego tytułu tag team. Od 2021 roku istnieje również międzypłciowe mistrzostwo TNA Digital Media Championship.
Wyróżnienie posiadało 27 zawodniczek. Gail Kim była pierwszą, która sięgnęła po niego, zdobywając go łącznie siedem razy – najwięcej spośród wszystkich mistrzyń. Ostatnie, siódme panowanie Kim było najkrótsze w historii tytułu – trwało zaledwie 18 godzin, natomiast Taya Valkyrie panowała najdłużej, bo 377 dni. Taylor Wilde miała zaledwie 22 lata, kiedy wygrała mistrzostwo po raz pierwszy, będąc najmłodszą mistrzynią, a Mickie James triumfowała jako mistrzyni po raz piąty w wieku 43 lat, co czyni ją najstarszą mistrzynią.

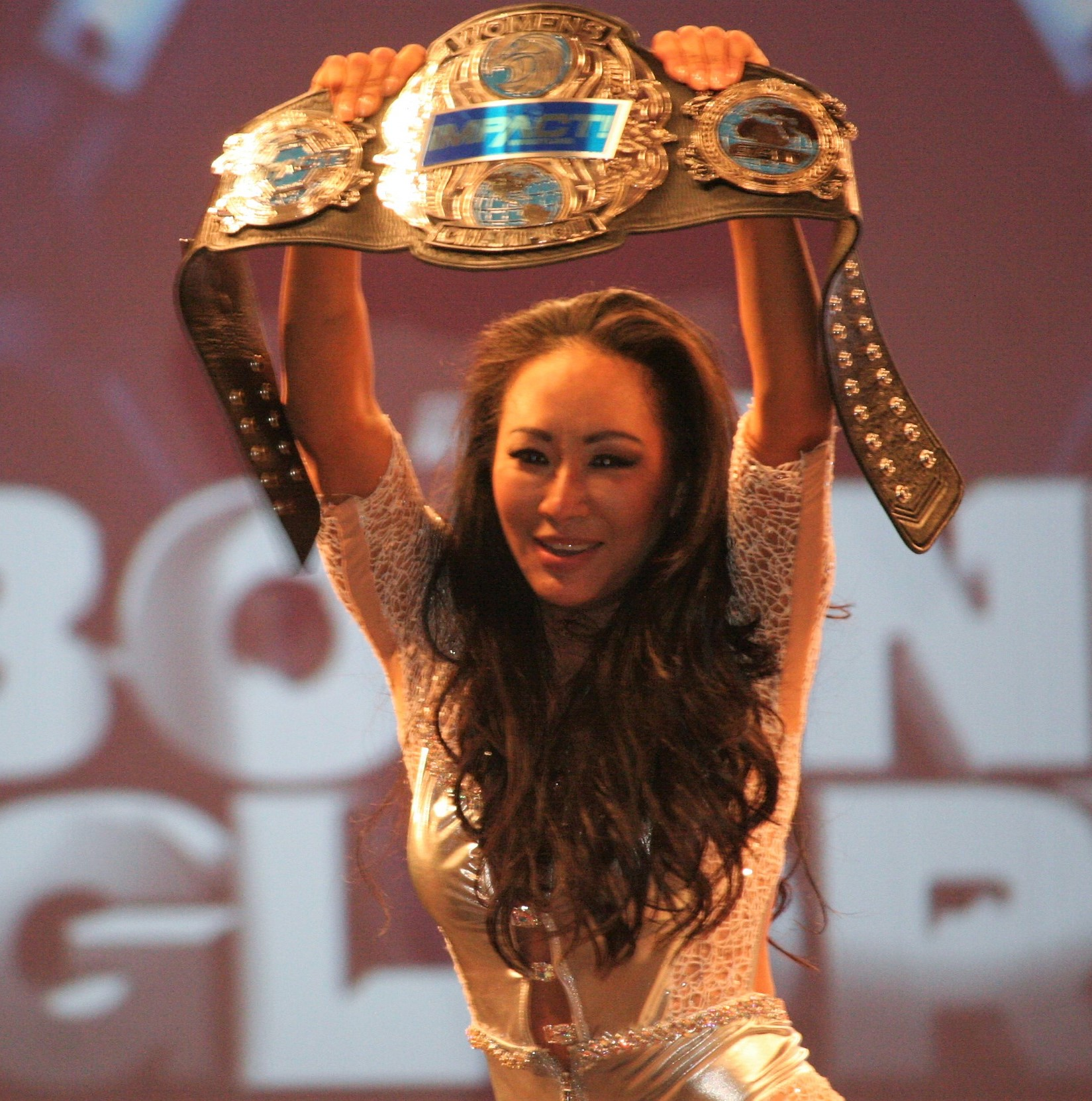
Inauguracyjna i zarazem rekordowo siedmiokrotna mistrzyni – Gail Kim

## Historia tytułu

### Nazwy
| Nazwa                                   | Lata      | Przypisy    |
| --------------------------------------- | --------- | ----------- |
| TNA Women's World Championship          | 2007      | [ 3 ]       |
| TNA Women's Knockout Championship       | 2008–2010 | [ 3 ]       |
| TNA Knockouts Championship              | 2010–2017 | [ 3 ]       |
| Impact Wrestling Knockouts Championship | 2017      | [ 3 ]       |
| GFW Knockouts Championship              | 2017      | [ 3 ] [ 6 ] |
| Impact Knockouts Championship           | 2017–2021 | [ 3 ]       |
| Impact Knockouts World Championship     | 2021–2024 |             |
| TNA Knockouts World Championship        | od 2024   |             |

### Panowania
| Nr | Mistrzyni              | Zmiana mistrza            | Zmiana mistrza                  | Zmiana mistrza           | Statystyki panowania | Statystyki panowania | Notka | Odn.          |
| Nr | Mistrzyni              | Data                      | Gala                            | Miejsce                  | Panowanie            | Dni                  | Notka | Odn.          |
| -- | ---------------------- | ------------------------- | ------------------------------- | ------------------------ | -------------------- | -------------------- | --- | ------------- |
| 1  | Gail Kim               | 14 października 2007(dts) | Bound for Glory                 | Duluth, Georgia          | 1                    | 85                   | Pokonała Ms. Brooks, Jackie Moore, Shelly Martinez, Awesome Kong, Christy Hemme, ODB, Angel Williams, Talię Madison i Roxxi Laveaux w dziesięcioosobowym Gauntlet matchu, zostając inauguracyjną mistrzynią.           | [ 7 ]         |
| 2  | Awesome Kong           | 7 stycznia 2008(dts)      | TNA Impact!                     | Orlando, Floryda         | 1                    | 169                  | Wyemitowano 10 stycznia 2008. | [ 8 ]         |
| 3  | Taylor Wilde           | 24 czerwca 2008(dts)      | TNA Impact!                     | Orlando, Floryda         | 1                    | 121                  | Wyemitowano 10 lipca 2008. | [ 9 ]         |
| 4  | Awesome Kong           | 23 października 2008(dts) | TNA Impact!                     | Las Vegas, Nevada        | 2                    | 178                  | | [ 10 ]        |
| 5  | Angelina Love          | 19 kwietnia 2009(dts)     | Lockdown                        | Filadelfia, Pensylwania  | 1                    | 67                   | Był to Three-way Six Sides of Steel Cage match, w którym brała również udział Taylor Wilde. | [ 11 ]        |
| 6  | Tara                   | 25 czerwca 2009(dts)      | TNA Impact!                     | Orlando, Floryda         | 1                    | 24                   | Wyemitowano 9 lipca 2009. | [ 12 ]        |
| 7  | Angelina Love          | 19 lipca 2009(dts)        | Victory Road                    | Orlando, Floryda         | 2                    | 28                   | | [ 13 ]        |
| 8  | ODB                    | 16 sierpnia 2009(dts)     | Hard Justice                    | Orlando, Floryda         | 1                    | 11                   | Był to Tag Team match, gdzie zmierzyli się ODB i Cody Deaner vs. Angelina Love i Velvet Sky. Deaner przypiął Sky, ale nie oddał tytułu jej prawowitej właścicielce – ODB.                                              | [ 14 ]        |
| —  | Wakat                  | 27 sierpnia 2009(dts)     | TNA Impact!                     | Orlando, Floryda         | —                    | —                    | Mick Foley oświadczył, że spór pomiędzy ODB a Codym Deanerem o TNA Knockouts Championship zostanie rozstrzygnięty podczas gali No Surrender.                                                                           | [ 15 ]        |
| 9  | ODB                    | 20 września 2009(dts)     | No Surrender                    | Orlando, Floryda         | 2                    | 91                   | Pokonała Cody’ego Deanera w Intergender matchu o zwakowany tytuł. | [ 16 ]        |
| 10 | Tara                   | 20 grudnia 2009(dts)      | Final Resolution                | Orlando, Floryda         | 2                    | 15                   | | [ 17 ]        |
| 11 | ODB                    | 4 stycznia 2010(dts)      | TNA Impact!                     | Orlando, Floryda         | 3                    | 13                   | | [ 18 ]        |
| 12 | Tara                   | 17 stycznia 2010(dts)     | Genesis                         | Orlando, Floryda         | 3                    | 78                   | Był to Two out of Three Falls match. | [ 19 ]        |
| 13 | Angelina Love          | 5 kwietnia 2010(dts)      | TNA Impact!                     | Orlando, Floryda         | 3                    | 13                   | Angelina Love była jedną z czterech zwyciężczyń Lockbox Eight Knockout Elimination Tag Team matchu i wygrała klucz do skrzynki, która zawierała tytuł.                                                                 | [ 20 ]        |
| 14 | Madison Rayne          | 18 kwietnia 2010(dts)     | Lockdown                        | St. Charles, Missouri    | 1                    | 84                   | Był to Tag Team Steel Cage match, gdzie zmierzyli się Madison Rayne i Velvet Sky vs. Angelina Love i Tara. Rayne przypięła Tarę, aby zdobyć tytuł. Pojedynek toczył się również o TNA Knockouts Tag Team Championship. | [ 21 ]        |
| 15 | Angelina Love          | 11 lipca 2010(dts)        | Victory Road                    | Orlando, Floryda         | 4                    | 2                    | Pokonała Madison Rayne przez dyskwalifikację w Title vs. Career matchu i zdobyła tytuł. | [ 22 ]        |
| 16 | Madison Rayne          | 13 lipca 2010(dts)        | TNA Impact!                     | Orlando, Floryda         | 2                    | 27                   | Wyemitowano 22 lipca 2010. | [ 23 ]        |
| 17 | Angelina Love          | 9 sierpnia 2010(dts)      | TNA Impact!: The Whole F’n Show | Orlando, Floryda         | 5                    | 69                   | Odcinek został wyemitowany 12 sierpnia 2010. | [ 24 ]        |
| 18 | Tara                   | 10 października 2010(dts) | Bound for Glory                 | Daytona Beach, Floryda   | 4                    | 1                    | Był to Four-way match, w którym brały również udział Madison Rayne i Velvet Sky. Mickie James była sędziną specjalną.                                                                                                  | [ 25 ]        |
| 19 | Madison Rayne          | 11 października 2010(dts) | TNA Impact!                     | Orlando, Floryda         | 3                    | 188                  | Odcinek został wyemitowany 14 października 2010. | [ 26 ]        |
| 20 | Mickie James           | 17 kwietnia 2011(dts)     | Lockdown                        | Cincinnati, Ohio         | 1                    | 112                  | Był to Title vs. Hair Six Sides Steel Cage match. | [ 27 ]        |
| 21 | Winter                 | 7 sierpnia 2011(dts)      | Hardcore Justice                | Orlando, Floryda         | 1                    | 18                   | | [ 28 ]        |
| 22 | Mickie James           | 25 sierpnia 2011(dts)     | Impact Wrestling                | Huntsville, Alabama      | 2                    | 18                   | Wyemitowano 1 września 2011. | [ 29 ]        |
| 23 | Winter                 | 11 września 2011(dts)     | No Surrender                    | Orlando, Floryda         | 2                    | 35                   | | [ 30 ]        |
| 24 | Velvet Sky             | 16 października 2011(dts) | Bound for Glory                 | Filadelfia, Pensylwania  | 1                    | 28                   | Był to Four-way match, w którym brały również udział Madison Rayne i Mickie James. Karen Jarret była sędziną specjalną; jednak Traci Brooks działał jako enforcer i odliczył pin Sky.                                  | [ 31 ]        |
| 25 | Gail Kim               | 13 listopada 2011(dts)    | Turning Point                   | Orlando, Floryda         | 2                    | 210                  | | [ 32 ]        |
| 26 | Miss Tessmacher        | 10 czerwca 2012(dts)      | Slammiversary                   | Arlington, Teksas        | 1                    | 63                   | | [ 33 ]        |
| 27 | Madison Rayne          | 12 sierpnia 2012(dts)     | Hardcore Justice                | Orlando, Floryda         | 4                    | 4                    | | [ 34 ]        |
| 28 | Miss Tessmacher        | 16 sierpnia 2012(dts)     | Impact Wrestling                | Orlando, Floryda         | 2                    | 59                   | | [ 35 ]        |
| 29 | Tara                   | 14 października 2012(dts) | Bound for Glory                 | Phoenix, Arizona         | 5                    | 104                  | | [ 36 ]        |
| 30 | Velvet Sky             | 26 stycznia 2013(dts)     | Impact Wrestling                | Londyn, Anglia           | 2                    | 117                  | Był to Four-Way Elimination match, w którym brały również udział Brooke i Gail Kim. Wyemitowano 21 lutego 2013. | [ 37 ]        |
| 31 | Mickie James           | 23 maja 2013(dts)         | Impact Wrestling                | Tampa, Floryda           | 3                    | 112                  | | [ 38 ]        |
| 32 | ODB                    | 12 września 2013(dts)     | Impact Wrestling                | St. Louis, Missouri      | 4                    | 38                   | Wyemitowano 19 września 2013. | [ 39 ]        |
| 33 | Gail Kim               | 20 października 2013(dts) | Bound for Glory                 | San Diego, Kalifornia    | 3                    | 88                   | Był to Three-way match, w którym brała również udział Brooke. | [ 40 ]        |
| 34 | Madison Rayne          | 16 stycznia 2014(dts)     | TNA Genesis                     | Huntsville, Alabama      | 5                    | 101                  | | [ 41 ]        |
| 35 | Angelina Love          | 19 kwietnia 2014(dts)     | TNA Sacrifice                   | Orlando, Floryda         | 6                    | 54                   | | [ 42 ]        |
| 36 | Gail Kim               | 20 czerwca 2014(dts)      | Impact Wrestling                | Bethlehem, Pensylwania   | 4                    | 88                   | Wyemitowano 3 lipca 2014. | [ 43 ]        |
| 37 | Havok                  | 16 września 2014(dts)     | Impact Wrestling                | Bethlehem, Pensylwania   | 1                    | 3                    | Wyemitowano 1 października 2014. | [ 44 ]        |
| 38 | Taryn Terrell          | 19 września 2014(dts)     | Impact Wrestling                | Bethlehem, Pensylwania   | 1                    | 279                  | Był to Three-way match, w którym brała również udział Gail Kim. Wyemitowano 19 listopada 2014. | [ 45 ]        |
| 39 | Brooke                 | 25 czerwca 2015(dts)      | Impact Wrestling                | Orlando, Floryda         | 3                    | 34                   | Wyemitowano 15 lipca 2015. | [ 46 ]        |
| 40 | Gail Kim               | 29 lipca 2015(dts)        | Impact Wrestling                | Orlando, Floryda         | 5                    | 232                  | Był to Four-way match, w którym brały również udział Awesome Kong i Lei’D Tapa. Wyemitowano 16 września 2015. | [ 47 ]        |
| 41 | Jade                   | 17 marca 2016(dts)        | Impact Wrestling                | Orlando, Floryda         | 1                    | 87                   | Był to Three-way match, w którym brała również udział Madison Rayne. Wyemitowano 5 kwietnia 2016. | [ 48 ]        |
| 42 | Sienna                 | 12 czerwca 2016(dts)      | Slammiversary                   | Orlando, Floryda         | 1                    | 61                   | Był to Three-way match, w którym brała również udział Gail Kim. | [ 49 ]        |
| 43 | Allie                  | 12 sierpnia 2016(dts)     | Impact Wrestling                | Orlando, Floryda         | 1                    | 1                    | Był to Five-way match, w którym brały również udział Jade, Marti Bell i Madison Rayne. Wyemitowano 25 sierpnia 2016.                                                                                                   | [ 50 ]        |
| 44 | Maria Kanellis-Bennett | 13 sierpnia 2016(dts)     | Impact Wrestling                | Orlando, Floryda         | 1                    | 50                   | Wyemitowano 1 września 2016. | [ 51 ]        |
| 45 | Gail Kim               | 2 października 2016(dts)  | Bound for Glory                 | Orlando, Floryda         | 6                    | 7                    | | [ 52 ]        |
| —  | Wakat                  | 9 października 2016(dts)  | Impact Wrestling                | Orlando, Floryda         | —                    | —                    | Gail Kim zwakowała tytuł z powodu kontuzji. Wyemitowano 17 listopada 2016. | [ 53 ]        |
| 46 | Rosemary               | 9 października 2016(dts)  | Impact Wrestling                | Orlando, Floryda         | 1                    | 266                  | Pokonała Jade w Six Sides of Steel Cage matchu o zwakowany tytuł. Wyemitowano 1 grudnia 2016. | [ 54 ]        |
| 47 | Sienna                 | 2 lipca 2017(dts)         | Slammiversary XV                | Orlando, Floryda         | 2                    | 126                  | Był to unification match, unifikujący Impact Wrestling Knockouts Championship i GFW Women’s Championship. | [ 6 ]         |
| 48 | Gail Kim               | 5 listopada 2017(dts)     | Bound for Glory                 | Ottawa, Ontario, Kanada  | 7                    | 1                    | Był to Three-way match, w którym brała również udział Allie. | [ 55 ]        |
| —  | Wakat                  | 6 listopada 2017(dts)     | Impact!                         | Ottawa, Ontario, Kanada  | —                    | —                    | Kim zwakowała tytuł z powodu zakończenia kariery zawodniczej. | [ 56 ]        |
| 49 | Laurel Van Ness        | 8 listopada 2017(dts)     | Impact!                         | Ottawa, Ontario, Kanada  | 1                    | 65                   | Pokonała Rosemary w finale turnieju o zwakowany tytuł. Wyemitowano 14 grudnia 2017. | [ 57 ] [ 58 ] |
| 50 | Allie                  | 12 stycznia 2018(dts)     | Impact: Crossroads              | Orlando, Floryda         | 2                    | 102                  | Wyemitowano 8 marca 2018. | [ 59 ] [ 60 ] |
| 51 | Su Yung                | 24 kwietnia 2018(dts)     | Impact: Under Pressure          | Orlando, Floryda         | 1                    | 110                  | Był to Last Rites match. Wyemitowano 31 maja 2018. | [ 61 ] [ 62 ] |
| 52 | Tessa Blanchard        | 12 sierpnia 2018(dts)     | Impact: Redefined               | Toronto, Ontario, Kanada | 1                    | 147                  | Był to Three-way match, w którym brała również udział Allie. Wyemitowano 30 sierpnia 2018. | [ 63 ] [ 64 ] |
| 53 | Taya Valkyrie          | 6 stycznia 2019(dts)      | Homecoming                      | Nashville, Tennessee     | 1                    | 377                  | Gail Kim była sędziną specjalną. | [ 65 ]        |
| 54 | Jordynne Grace         | 18 stycznia 2020(dts)     | Impact!                         | Meksyk, Meksyk           | 1                    | 182                  | Wyemitowano 11 lutego 2020. | [ 66 ] [ 67 ] |
| 55 | Deonna Purrazzo        | 18 lipca 2020(dts)        | Slammiversary                   | Nashville, Tennessee     | 1                    | 98                   | | [ 68 ]        |
| 56 | Su Yung                | 24 października 2020(dts) | Bound for Glory                 | Nashville, Tennessee     | 2                    | 21                   | | [ 69 ]        |
| 57 | Deonna Purrazzo        | 14 listopada 2020(dts)    | Turning Point                   | Nashville, Tennessee     | 2                    | 343                  | Był to No Disqualification match. | [ 70 ]        |
| 58 | Mickie James           | 23 października 2021(dts) | Bound for Glory                 | Sunrise Manor, Nevada    | 4                    | 133                  | | [ 71 ]        |
| 59 | Tasha Steelz           | 5 marca 2022(dts)         | Sacrifice                       | Louisville, Kentucky     | 1                    | 106                  | | [ 72 ]        |
| 60 | Jordynne Grace         | 19 czerwca 2022(dts)      | Slammiversary                   | Nashville, Tennessee     | 2                    | 208                  | Był to Queen of the Mountain match, w którym brały również udział Mia Yim, Deonna Purrazzo i Chelsea Green. | [ 73 ]        |
| 61 | Mickie James           | 13 stycznia 2023(dts)     | Hard To Kill                    | Atlanta, Georgia         | 5                    | 71                   | Był to Title vs. Career match. | [ 74 ]        |
| —  | Wakat                  | 25 marca 2023(dts)        | Impact!                         | Windsor, Ontario, Kanada | —                    | —                    | James zwakowała tytuł z powodu złamanego żebra. Wyemitowano 13 kwietnia 2023. | [ 75 ]        |
| 62 | Deonna Purrazzo        | 16 kwietnia 2023(dts)     | Rebellion                       | Toronto, Ontario, Kanada | 3                    | 90                   | Pokonała Jordynne Grace w walce o zwakowany tytuł. | [ 76 ]        |
| 63 | Trinity                | 15 lipca 2023(dts)        | Slammiversary                   | Windsor, Ontario, Kanada | 1                    | 182                  | | [ 77 ]        |
| 64 | Jordynne Grace         | 13 stycznia 2024(dts)     | Hard To Kill                    | Paradise, Nevada         | 3                    | 287                  | Grace zrealizowała wybraną przez siebie możliwość walki o tytuł TNA Knockouts World Championship po zwycięstwie w Call Your Shot Guntletcie.                                                                           | [ 78 ]        |
| 65 | Masha Slamovich        | 26 października 2024(dts) | Bound for Glory                 | Detroit, Michigan        | 3                    | 267                  | | [ 79 ]        |
| 66 | Jacy Jayne             | 20 lipca 2025(dts)        | Slammiversary                   | Elmont, Nowy Jork        | 1                    | 11+                  | Był to Winner Takes All match, gdzie NXT Women’s Championship Jayne również był na szali. | [ 80 ]        |

## Łączna liczba posiadań

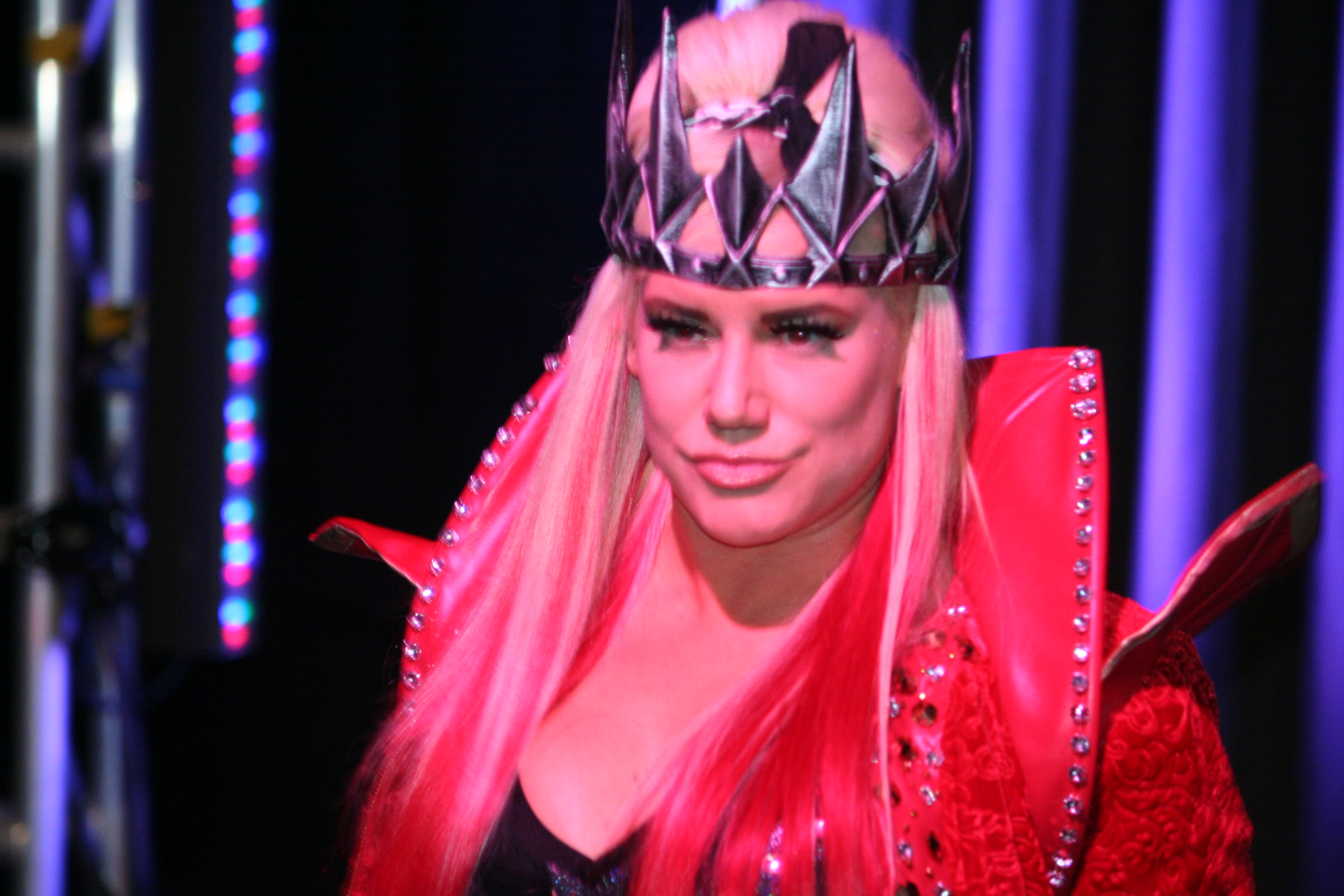
Najdłużej panująca mistrzyni – Taya Valkyrie, która posiadała mistrzostwo przez rekordowe 377 dni.

Stan na 31 lipiec 2025
| † | Obecna mistrzyni |

| Lp. | Wrestlerka             | Liczba panowań | Dni posiadania |
| --- | ---------------------- | -------------- | -------------- |
| 1   | Gail Kim               | 7              | 711            |
| 2   | Jordynne Grace         | 3              | 677            |
| 3   | Deonna Purrazzo        | 3              | 531            |
| 4   | Mickie James           | 5              | 445            |
| 5   | Madison Rayne          | 5              | 404            |
| 6   | Taya Valkyrie          | 1              | 377            |
| 7   | Awesome Kong           | 2              | 347            |
| 8   | Taryn Terrell          | 1              | 279            |
| 9   | Masha Slamovich        | 1              | 267            |
| 10  | Rosemary               | 1              | 266            |
| 11  | Angelina Love          | 6              | 226            |
| 12  | Tara                   | 5              | 222            |
| 13  | Sienna                 | 2              | 187            |
| 14  | Trinity                | 1              | 182            |
| 15  | Miss Tessmacher/Brooke | 3              | 156            |
| 16  | Tessa Blanchard        | 1              | 147            |
| 17  | Velvet Sky             | 2              | 145            |
| 18  | ODB                    | 4              | 144            |
| 19  | Su Yung                | 2              | 131            |
| 20  | Taylor Wilde           | 1              | 121            |
| 21  | Tasha Steelz           | 1              | 106            |
| 22  | Allie                  | 2              | 103            |
| 23  | Jade                   | 1              | 87             |
| 24  | Laurel Van Ness        | 1              | 65             |
| 25  | Winter                 | 2              | 53             |
| 26  | Maria Kanellis-Bennett | 1              | 50             |
| 27  | Jacy Jayne †           | 1              | 11+            |
| 28  | Havok                  | 1              | 3              |